# 李在明
李 在明（イ・ジェミョン、韓国語: 이재명、日本語読み：り ざいめい、1964年12月22日 - ）は、韓国の政治家、作家、弁護士。大韓民国大統領（第21代）。
京畿道城南市長（2期）、京畿道知事（1期）、国会議員（2期）、共に民主党代表（第6代）を歴任した。

## 来歴

### 出生と少年工時代
出生地は、慶尚北道安東郡（現：安東市）礼安郡面道村。正確には、英陽郡、奉化郡、安東市が交わる礼安面清涼山のふもとで生まれた。元々は5男4女のうち7番目に生まれたが、姉2人が早世したため、5番目の子となった。本貫は慶州李氏。
父の李敬熙（1931年7月9日 - 1986年10月23日）は、慶尚北道英陽郡靑杞面山雲里の出身で、靑丘大学校（現在の嶺南大学校）を中退後、巡査や教師などを務めたが、やがて賭博に没頭するようになり、炭鉱の管理人などを転々としていた。その後、慶尚北道安東郡礼安郡面道村の山間部で農業を営むようになった。自伝『李在明の曲がった腕』には、「慶州李氏の父親の名前は、敬意を表す『경(敬)』と輝く『희(熙)』を使ったイ・ギョンヒだ。」と書かれている。その頃に李在明が生まれた。後に持っていたわずかな土地も賭博で失い、1976年に下山して京畿道城南市中院区上大院洞の市場通りで清掃員として働き始めた。ある日、母親が畑を耕しに行くと見知らぬ人がその畑を耕していた。李在明自身も父親に対する評価が良くなく、2006年にヤフーブログに書いた記事では、「当時、流行のようにお金ができるたびに夜にひそかに集まり花札をして、最終的にギャンブル癖がついて家の文書や土地の文書まで取られて、結局何もないような財産を失い、私が小学3年生の時に家族を捨てて故郷を離れた人」と評価していた。ただし、かなり後の2018年に投稿した「公職者が失うこと」というタイトルのフェイスブック投稿では「生涯、他人のものを欲しがらず、誠実に生きた人」と評価している。このことから父親に対する感情は複雑であると考えられる。時期的に2006年は李在明が初めて政界入りした年であり、2018年にはすでに京畿道知事に就任している。李在明自身も投資に失敗して財産を失った経験があり、長男は不法賭博をしていたことが明らかになり、本人が謝罪することになった。後に韓国の毎日新聞が2021年に李在明の故郷を取材した際、李在明の家族を覚えている住民が残っており、李在明父子については好意的に話しながらも、故郷を離れて城南に行った理由についてはよく分からないと答えた。
まだ安東郡の山間部で暮らしていた頃、国民学校は義務教育なので通っていたが、歩いて2時間もかかるため登校が難しいことなど、自分で理由を作って欠席することが多かったと言う。その頃の夢は教師であったと後に語っている。その理由は、当時学校で教師から頻繁に叱られており、今度は自分が教師になって子供達を叩いてみたいという復讐心からであったと自ら明かしたことがある。
1976年、慶尚北道安東郡三渓国民学校を卒業すると、直ぐに京畿道城南市に引っ越した。あまりにも貧しかったため、他の子供達が中学校に進学する時期に城南市上大院洞（現：城南市中院区上大院洞）の城南上大院工業団地に少年工として就職する。工場で働く代わりに学校へ通うことを望んだが、父親がこれを止めたため父親を特に憎んでおり、非常に激しく対立したと言う。2021年の母の日に、フェイスブックに「自分の若い頃は、父親を恨みながら必死に右往左往していた日々だった」と投稿した。また、「振り返ってみると、私が克服しなければならなかったのは貧困ではなく、父親だったかもしれない」と述べ、「その強烈な恨みが自分を鍛えたこともあったが、時には心の闇も作っただろう」と語り、貧困よりも父親を特に憎んでいたことを明かした。しかし今となっては、父親も貧困を理由に自分に勉強をさせなかったのだろうと語っている。
初めての職場は塩酸と黄銅を扱うネックレス工場で、2番目の職場はホウ酸ではんだ付けをする工場であったが、社長の夜逃げで給料を一切もらえなかった。3番目の工場ではゴム片が指に刺さり、その破片は今も指の中に残っている。4番目の仕事では鋭いトタンで刺されたことがあり、多くの傷跡が残っている。作業班長からの暴行で難聴と部分的な聴覚障害も負った。現職の韓国の政治家の中でも特に過酷な苦難を経験した人物であると言われており、テレビ番組に主演した際には大統領候補として呼ばれること自体が大きな幸運だと語っている。
その後、いくつかの工場を転々とした後、野球グローブ工場でプレス機に左手首の外側を挟み、手首の関節が砕ける骨折を負ったが、当時は特に問題ないと思い、本格的な治療は受けなかった。本人によると、子ども心にこの程度のことで痛いとか言ったら何か言われるかもしれないと思い、黙っていたという。結局この事故のため、後に障害6級の判定を受け、第二国民役判定で兵役が免除されたと言う。兵務庁の軍医がレントゲンを見ながら「この野郎、これはひどいな」と独り言を言ったという。傷があったためか、公開・私的な場でもよくこの話をすることがある。
後に、劉承俊の兵役忌避行為を攻撃した際、「お前も行かなかったくせに、政治的に利用するな」と反論されたことがある。城南市長だった当時、なぜ軍に行けなかったのかという理由を打ち明け、「左手首の骨がなく、左手が固まっている」と返答した。
あるインタビュー動画では李在明が左腕を振り回すシーンがあり、そこでは肘が上手く回っていない。現在も「気を付け」の姿勢を嫌っており、曲がった左手でマイクを持っている。気を付けの姿勢で全身の写真を撮ると、左腕が曲がっているのが見えることを嫌うという。実際に文在寅大統領と一緒に写真を撮る際も、気を付け姿勢で立つのが負担で内外に了承を求めようとしたがタイミングを逃したと言う。マイクを左手で持つ癖は、左手の曲がりを隠すためのものであり、大学生の頃からの習慣だと言われている。これ以外にも、手首の障害の証拠として、内側に開いた形の肘を見せている。
当時、作業班長が高卒であることを知り、「自分も高卒になれば作業班長になれるかもしれない」と思い、勉強を始めたという。これがきっかけで、ラッカーを使用する作業を志願したが、これはほこり一つない密閉された空間を作って行うものだった。そのため、勤務時間中でも許可なしには開かない二重扉の中で一人で作業していたので、割り当てられた作業量を急いで終わらせた後、隠れて本を読んでいたという。作業を通じてベンゼンとアセトンの臭いを嗅ぎすぎて嗅覚を失い、鼻が曲がったという。後に弁護士になり経済的に余裕ができて治療を受けたが、既に嗅覚細胞の55%以上が壊死していたため、嗅覚を取り戻すことはできなかった。テレビ番組『同床異夢、君は私の運命』での出演シーンで見られるように、李在明が外食をあまりしない理由の一つでもある。嗅覚を失った人々は通常、非常に辛い食べ物を好むが、辛さは痛覚として感じることができるからだという。当時、家族は勉強に反対していたが、結局は自分のお金で学んでいたため、面と向かって止めることはなかった。その後1981年までの6年間で中学校と高校の卒業資格の検定考試に合格した。
鬱病と障害を苦痛に、17歳の時に何度か自殺を試みた。 最初の試みは練炭の火が自然に消えてしまい、2度目は次兄の李在榮（1957年8月19日-）に助けられてしまった。その後も鬱病に悩まされ、3度目は多量の睡眠薬を買いに行ったが、それに気づいた薬剤師が胃薬などの他の薬を代わりに飲ませ、死なずに済んだと言う。不眠症の確証がない人物が多量の睡眠薬を入手しようとする行為を怪しまれたと考えられる。当時は薬局で睡眠薬を購入することが法的に許可されていたが、薬剤師個人の判断で他の薬に変えた可能性が高い。
1982年、中央大学校法科大学法学科に入学した。この受験票は2022年度の大学入学共通試験前日に応援メッセージと共に公開されたもので、当時の学力試験で285点を取ったと述べている。1982年度のソウル大学校法科大学の足切り点数は293点であったため、法科には届かなかったが、当時のソウル大学校社会科学大学の予想合格点数は285点だったため、奨学金を考慮しなければソウル大学に入学できていたとされている。
この頃、母親は昼間は仕事をし、夜はマッコリの商売をしていたが、客の一人がつまみを少し分けながら「耳がとても良い」と言って、福耳だから「何をやっても上手くいく」と褒めたと言う。中学校卒業程度認定試験に合格したばかりだったため、この頃から憂鬱だった気持ちが少しずつ和らぎ、自信が湧き始めたという。
当時の家計事情では大学進学は夢のまた夢だったが、大学に進学できたのは完全に奨学金と学校からの生活費支援のおかげだった。工場の月給が約8万ウォンで入学金や授業料免除はもちろん、毎月20万ウォンほどの金額を支給される条件だったという。入学以前の1970年代半ばには大学の制服はすでに廃止されていたが、家族は大学生は制服を着るものだと思っていたため、母親が買ってくれた制服を着て大学に通っていた。本人は当時を振り返り、「中学・高校に通えなかったからか、逆に良かった」と語っている。母親が制服を買ってくれたときも黙っていたという。本人がそのことを知っていたかどうかは不明だが、知っていたとしても黙っていた可能性が高い。いずれにせよ、入学式の日に制服を着ていたのは自分だけだったという。
当時、工場で働いていた三男の李在善にも大学入試を受けさせたと言う。中央大学校から毎月支給される資金を分けると説得し、李在善は李在明から毎月5万ウォンを受け取って勉強を続け、4年間の授業料と生活費を支援されながら建国大学校経営学科に進学し、公認会計士となったが、後に政治的に対立することになる。

### 弁護士・社会活動家
大学で知り合った先輩達から司法試験について聞き、障害者である自分にとっては就職が難しいため良い方法だと思い、司法試験に挑戦することにした。この頃、現在国民の力の代表を務めている権性東と共に勉強していた。1986年に中央大学校修士課程法学科を卒業し、司法試験に合格。司法試験の合格発表待ちの際に、当時清掃員であった父親が胃癌で危篤状態になり入院した。久々に見舞いに行くと父親が知人を集めて「私があの子をあそこ（法学部）に送ったんだ」と言ったという。勉強している息子を応援するどころか、貧困の原因を作っていた父親であったが、この場でわざわざ反論するのもおかしいと思い、そのまま「そうだ」と答えたと言う。1989年に司法修習を修了し弁護士となる。
京畿道城南市を拠点に弁護士として働き、同道の利川市や広州市などでも労働者の相談役として活動する。1994年には市民団体である城南参与連帯（旧：城南市民の会）を結成した。

### 城南市長・京畿道知事
2006年5月31日、第4回全国同時地方選挙の城南市長選挙に開かれたウリ党から出馬するが落選。2008年4月9日、第18代総選挙で城南市盆唐区甲選挙区に統合民主党から出馬するが落選。2010年6月2日、第5回全国同時地方選挙の城南市長選挙に民主党から再挑戦し、当選。第19代城南市長に就任。2014年6月4日、第6回全国同時地方選挙の城南市長選挙に新政治民主連合から出馬し再選。第20代城南市長に就任。
2017年大統領選挙の「共に民主党」の公認候補を選ぶ党内予備選挙に立候補したが、文在寅に敗れ敗北した。
2018年3月15日、同年6月13日の第7回全国同時地方選挙の京畿道知事選挙に出馬するため城南市長を辞職。4月20日、共に民主党の京畿道知事選公認候補を選ぶ党内予備選挙で、党内の親文派（文在寅大統領に近いグループ）の代表的人物で文大統領の最側近の一人である全海澈（朝鮮語: 전해철）（安山市常緑区甲選挙区選出の国会議員）らを破って党の公認候補に選出された。6月13日の本選では、前年の大統領選挙での文在寅の京畿道での得票（331万9812票）を上回る337万0621票（得票率56.4%）を獲得し、212万2433票･得票率35.5%にとどまった現職知事の南景弼（セヌリ党→正しい政党→自由韓国党）に119万7379票･得票率20.9ポイントの大差をつけて圧勝した。
城南市長だった時代に保健所長、精神科専門医などに対し、実兄を強制入院させるよう指示した罪（職権乱用権利行使妨害）や2018年の統一地方選を控えて開かれたテレビ討論会などで「実兄を強制入院させようとしたことはない」という趣旨の発言をし、これが公職選挙法上の虚偽事実公表に当たるとして起訴され、一審、二審ともに職権乱用については無罪が宣告されたが、虚偽事実公表については二審で当選無効となる罰金300万ウォン（約27万円）が言い渡された。しかし、2020年7月16日、韓国大法院は上告審判決で、一部有罪とした二審判決を破棄し、審理を水原高裁に差し戻した。これにより、李は当選無効となる危機を免れた。同年10月16日、水原高裁での差し戻し審判決で無罪を言い渡された。
2022年3月9日に行われる次期大統領選挙の最有力候補とみなされて、共に民主党の李洛淵や前検察総長の尹錫悦らとともに世論調査で上位を争った。

### 2022年韓国大統領選挙
2021年7月1日、第20代大統領選挙への出馬を表明した。中道層や若年層への支持拡大を図り「公平なチャンスと公正な競争」による経済成長を訴えた。
同年9月4日に大田、5日に世宗で行われた共に民主党の予備選において得票率54・8％を獲得し、2位の李洛淵元首相以下に大差をつけて圧勝した。その後全国各地で行われてきた党員投票などの結果も含めた累計得票率で過半数に達したため、10月10日、上位2人による決選投票を経ることなく党公認候補に選出された。予備選中、都市開発事業を巡る不正疑惑で他候補や野党、メディアから追及を受けた（詳細は後述）。
候補統一に成功した保守陣営と異なり、沈相奵候補との統一に失敗、2022年3月9日に投開票された大統領選挙では得票率47.83％にとどまり、野党統一候補である尹錫悦の48.56％に0.73％及ばず落選。

### 国会議員再補選
2022年5月、6月1日の第8回全国同時地方選挙と同時に行われる仁川市桂陽区乙選挙区の国会議員再補選に出馬する意向を表明し、共に民主党の総括常任選挙対策委員長も務めることになった。2022年5月6日、共に民主党非常対策委員会の公認を受け、最終候補者に確定した。選挙期間中にソウル市長選候補の宋永吉と共に「金浦空港の機能の仁川国際空港への統合移転」を公約として打ち出したため、国民の力側と論戦を広げた。投票の結果、対立候補を約8000票差で破り当選したが、最低限の体面を保ったとしか言えず、党全体の地方選での全国的な敗北に総括選挙対策委員長の李在明が責任論から逃れないとの意見もあったものの、7月17日には共に民主党の党代表選に出馬する意向を表明し、8月28日の党大会で党代表に選出された。

### 検察捜査
李在明は第20代大統領選挙運動中にいわゆる「大庄洞ゲート」の被疑者となった。これは李が城南市長時代、民間不動産ブローカーと癒着したとするものである（市長職権を濫用して城南市に帰属すべき不動産開発利益を同ブローカーに横流した）。本件の捜査中に自殺した元城南市職員について李は知らないと発言したが、故人と李を撮影した写真が見つかった。李は選挙に不利な事実を隠そうとマスコミに虚偽答弁したとして、公職選挙法違反を疑われた。検察は李に被疑者として出頭するよう要請したが李は応じず、書面答弁書を提出した。このため検察は2022年9月8日、公職選挙法違反容疑などで李を在宅起訴した。
韓国の公職選挙法第250条の条項によると、有権者の自由な意思決定過程に歪曲がありうるという理由などで公職選挙候補者が自分が当選する目的などで言論などに虚偽事実を公表した場合、その公職選挙候補者を刑事処罰することになっており、同法により選出職公職者が選挙犯罪で裁判所で10万円以上の有罪確定判決を宣告された場合、現職の当選を無効にして公職で当然失職するよう措置し、該当犯罪事実があった選挙で、法によって選挙管理委員会で補填された寄託金があれば、所属政党が寄託金全額を選挙管理委員会に返還することになっている。
すなわち、この事案で李在明が上記選挙犯罪で100万ウォン以上の有罪確定判決を裁判所で宣告された場合、李在明は現職国会議員であるため国会議員職を失職することになり、李在明が属している共に民主党は第20代大統領選挙過程で選挙管理委員会から補填された寄託金43億4700万円全額を選挙管理委員会に返還しなければならない事態が起きる可能性があり、韓国政界の関心事になっている。
2023年1月10日には、城南市長時代に自身がオーナーを務めたプロサッカーチーム城南FCへ後援金を出した企業に対して許認可などの利便を図った容疑で取り調べを受けるために水原地検城南支部に出頭、野党第1党の党首が検察に出頭し取り調べを受けるという前代未聞の事態となった。当日は地検前で報道陣に対し容疑の否認と検察への不信感を訴えた。2月16日、城南市長時代に大庄洞地区と慰礼新都市で進めた官民合同の都市開発事業で、側近を通じて特定の業者に便宜を図って計約8000億ウォンの利益を得させ、市側に5000億ウォン近い損害を与えたなどとして、検察が背任の容疑などで李の逮捕状を請求した。捜査が進展する中で次第に李に対する世論も厳しくなっていき、23日には大統領選挙期間中に公約として訴えていた国会議員の不逮捕特権廃止について、状況が本質的に変わったとして撤回した。韓国では国会議員の自由な議政活動を保障するために憲法第44条などの但し書き条項によって現行犯でない限り捜査機関で被疑者である国会議員を逮捕するためには国会の同意を得なければならず、そうでない場合は在宅起訴の状態で捜査することになっている。それによって2023年2月27日に国会で逮捕同意案の採決が行われ、賛成139票、反対138票で出席議員の過半数に達せず否決された。しかし、共に民主党は国会で過半数をはるかに超える169議席を持つため、また、共に民主党に偏向的な1人政党と民主党離党派の無所属議員まで合わせれば、国会で総議席数の60%余りの友好勢力を持っていたが、今回の逮捕同意案表決の結果、逮捕に反対する議員数が過半数に達しなかったことも足りず、賛成票がさらに1票多く、棄権と無効票を合わせると算術的に親共に民主党国会議員のうち30~40人が離脱したという意味と解釈され、求心力の低下が浮き彫りとなった。3月22日、背任や収賄など5つの罪で在宅起訴された。李は2023年6月19日、共に民主党代表資格で国会演説を行い、自身に与えられた国会議員として憲法上の不逮捕特権を放棄するという趣旨の発言をした。
2023年8月31日の党代表就任1周年の記者懇談会にて突然、尹錫悦政権の強権政治に抗議するため、国民抗争と称して無期限の断食を行うと宣言し、国会前にテントを持ち込んで座り込みを開始したが、これには自身に対する検察捜査の撹乱という思惑も指摘されている。午前10時から午後10時まで国会前のテントで過ごし、残りの12時間は国会本庁にある党代表室で休息を取るという形式をとったため夜の間の動向は追えないほか、テントには健康管理のためと称して水筒や岩塩なども持ち込んでおり、従来の野党議員による断食抗議活動とは大きく異なることから与党議員からはウェルビーイング断食との皮肉も漏れた。9月18日午前、健康悪化のため病院に搬送され、入院した。同日、京畿道知事時代に元副知事を通じ大手下着メーカー・サンバンウルのキム・ソンテ元会長に対し、李の訪朝費用を含む計800万ドルを北朝鮮に送金させたなどとして、検察が背任や外国為替取引法違反の疑いなどで李の逮捕状を請求した。9月20日には最大野党代表時代にやはり断食による抗議活動を行った経験もある文在寅前大統領が別件でソウルを訪れた際に入院中の李を見舞い、断食をやめ別の手段での抗議に切り替えるよう説得した。李はこれを承諾しなかったが、断食を切り上げる大義名分が見つからない中、党内からは文の訪問が断食中止につながるか注目された。21日、国会で逮捕同意案の採決が行われ、賛成149票、反対136票で可決された。共に民主党から約30人の造反者が出たとみられる。入院後も点滴を受けながら断食を継続していたが、23日には医療スタッフによる強い勧告を受けた形で断食の中断を発表した。9月27日未明、ソウル中央地裁は逮捕する理由と必要性がないことを理由に検察による逮捕状の請求を棄却した。ソウル中央地裁で10月6日に行われた初公判に出廷し、城南市長時代の都市開発事業における不正疑惑を全面否認した。12日、城南市長時代に柏峴洞の開発事業で民間業者に便宜を図り、事業から排除された城南都市開発公社に200億ウォン以上の損害を与えたとして、背任罪で在宅起訴された。16日、2020年に無罪判決が確定した公職選挙法違反の裁判で、自らを有利な立場にするため、関係者に虚偽の証言をするようそそのかしたとして、偽証教唆罪で追起訴された。2024年6月12日、北朝鮮への不正送金に絡む第三者供賄罪などで追起訴された。
同年11月14日、水原地裁は選挙法違反罪に問われた李の妻に罰金150万ウォンの有罪判決を言い渡した。李が出馬した2022年の大統領選挙に先立つ2021年の党予備選挙に絡み、党の有力政治家の妻らに食事を提供したことが「選挙の公正性」を害し得る不法行為に当たると判断した。
同年11月15日、ソウル中央地裁は2021年に李が自身の疑惑に関し虚偽の発言をしたとして公職選挙法違反の罪に問われた裁判で懲役1年、執行猶予2年の有罪判決を言い渡した。同月19日、京畿道知事時代に道の法人カードで予算を私的に流用したとして業務上背任罪で在宅起訴された。同月25日、ソウル中央地裁は李が偽証教唆の罪に問われた裁判で、「通常の証言要請と大きな違いはなく、故意があったとはみなし難い」として無罪判決を言い渡した。

### 襲撃事件
2024年1月2日午前、釜山の加徳島新空港の敷地を視察した後、記者との問答進行中に身元不明の男性から左首付近を攻撃され、血を流して倒れた。病院に搬送されたが、意識はあり、命に別条はないという。拘束された男は「李が大統領になるのを防ごうとした」と供述したという。10日に退院し、病院前に集まった報道陣や支持者に対し「今回の事件が憎悪の政治を終わらせ、互いを尊重するまともな政治を復元する道しるべになることを願う」と述べた。
同年8月18日の党大会で代表に再選された。

### 2024年大韓民国非常戒厳令
12月3日に発出された非常戒厳令の中、軍により拘束が試みられた。
12月4日、尹錫悦政府による突然の戒厳令発令に反対して、出入りが制限されていた国会へ向かい、警察に見つからないように塀を越えて進入し、一連の様子を自身のYouTubeチャンネルを通してライブ中継した。このとき片手で携帯電話を持ちながら、もう片方の手だけで塀を素早く飛び越えた。なお、上述のように、少年時代に産業事故に遭い、一方の腕が永久的に曲がった障害を持っている。また、中継を通じて市民に対し国会前に集まり、抗議を続けるよう呼びかけた。その後国会において戒厳解除を要求する議案を通過させた。
また、緊急事態の前に対立を一時休止し、与党・国民の力の韓東勲（ハン・ドンフン）代表と握手する姿も見せた。共に民主党は、韓東勲、禹元植（ウ・ウォンシク）、李在明の三人に対し送られた逮捕チームにより拘束される可能性があったと主張したが、後に国家情報院（NIS）副院長の洪壯源（ホン・ジャンウォン）によって事実であると確認された。
その後も「尹錫悦大統領はもう大統領ではない」といった強い批判を続けた。
12月5日、CNNの取材に応じ、戒厳令について「その晩、仕事を終えて家に帰り、妻と一緒にベッドに横たわっていたところ、妻が突然YouTubeの動画を見せて、『大統領が戒厳令を宣言する』と言った」と述べ、「私は『それはディープフェイクだ。ディープフェイクに違いないし、本物であるはずがない』と答えた」と語った。続けて、「しかし、動画を見てみると、大統領が本当に戒厳令を宣言していた。それでも私は『これは操作されたもので、偽物だ』と思った」と述べた。
12月6日、BBC News Koreaとのインタビューが公開された。インタビューで、二度目の戒厳令の可能性や、弾劾案が否決された場合の対応などについて質問を受けた。また、「結局は勝つ。すぐに経済も、外交も、平和の問題もすべて正常に戻るだろう」と答えた。
12月7日、尹錫悦大統領の弾劾決議案が与党・国民の力の不参加により否決されると、「国民の力は民主政党ではない。国民の力は内乱党、軍事反乱党だ」と述べ、「韓国最悪のリスクである尹錫悦氏を必ず弾劾する」と言った。尹錫悦大統領と呼ばず、尹錫悦氏と表現したのは、もはや韓国の大統領として認めないということを象徴している。公的な場で現職・前職の大統領を呼ぶ際、このように大統領の称号を省略し「氏」と呼ぶ類似例は、全斗煥を除けばほとんど存在しない。全斗煥の場合、死亡当時、メディアは「全斗煥氏」やあるいは「氏」すら付けず、ただ「全斗煥」とだけ呼称した。
12月23日、退任を控えたフィリップ・ゴールドバーグ駐韓米国大使と会った。「アメリカが同盟の核心価値である民主主義と法治の回復のために関心を持ってくださり、迅速に立場を示していただいたことに深く感謝する」と述べた。ゴールドバーグ大使は「21世紀に想像しにくい非民主的な状況が発生したことは残念であり、悲しいことだ」、「憲法の手続きを踏んでうまくいくと考えている」と語った。
12月24日、民主党議員総会で発言した。
12月26日、水嶋光一駐韓日本大使と面会し、「個人的に日本に対する愛情が非常に深い」と述べた。「隣国との敵対的な関係を築くことは望ましくない」とし、現在の韓日関係が不安定なのは良くないと指摘した。また、「韓米日協力と韓日協力は韓国にとって重要な課題」と強調した。
一方で、「現実的には、過去の歴史問題が韓日間の対立要素となっている」とし、両国の政治家がこれを認めるべきだとも述べた。さらに、「過去の問題や独島問題を巡る論争など、感情を刺激する問題は解決できる余地がある」とし、政治的問題と経済・社会・文化交流は分けて考えるべきだと提案した。
12月28日、韓悳洙（ハン・ドクス）国務総理の弾劾決議投票に参加した。
12月29日、済州航空2216便の滑走路逸脱事故が発生したため、この日の午後8時50分頃、務安国際空港を訪れ、遺族と面会した。遺族たちは面会しながら意見を述べた。ある遺族が「済州航空は何もしてくれない。遅れて現れて謝罪するだけで、それが本当に言い訳になるのか。全国民ではなく、遺族にまず会いに来るべきだ」と言うと、「民主党は問題解決のために最善を尽くす」と答えた。その後、民主党は遺族に対して、宿泊施設へのシャトルバス移動や寝具の提供など、さまざまな支援を行っている。
遺族との面会後、務安国際空港の一角で、同行した議員たちと共に事故対策を話し合う非公開会議を開いた。

### 2025年韓国大統領選挙
2025年4月4日に憲法裁判所が弾劾審査中の尹錫悦を大統領から罷免し、8日に次期大統領選挙の6月3日実施が決定したことで、翌9日に共に民主党の党首を辞任すると表明。事実上、大統領選挙へ名乗りを上げた。10日に大統領選挙への出馬を正式表明。27日、共に民主党は李在明を大統領選挙の候補に選出した。6月3日の投開票では49.42％を得票し、国民の力の金文洙（得票率41.12％）らを破り当選。翌4日に大韓民国第21代大統領に就任した。
歴代の大統領は、当選直後にアメリカ合衆国大統領から就任を祝う電話を受けることが恒例となっていたが、ドナルド・トランプから3日間待たされた挙げ句、ホワイトハウスから韓国と中国との関係に釘を差すようなコメントが出されるなど、出だしから信頼関係を疑うような出来事がおきた。

## 年譜
- 1986年 第28回司法試験合格
- 1989年 司法研修院修了
- 1989年 民主社会のための弁護士会の国際連帯委員就任
- 2003年 城南参与連帯執行委員長就任
- 2007年 大統合民主新党副報道官
- 2010年7月1日 第19代京畿道城南市長（2014年6月30日まで）
- 2014年7月1日 第20代京畿道城南市長（2018年3月15日に京畿道知事選挙出馬のため辞職）
- 2018年7月1日 第35代京畿道知事に就任
- 2021年10月25日 第35代京畿道知事を辞任
- 2022年8月28日 共に民主党代表（2025年5月9日に大統領選挙出馬のため辞職）
- 2025年6月4日 第21代大韓民国大統領

## 人物・主張
- キリスト教徒[88]。
- 既婚者。妻との間に二人の男子がいる[14]。
- 次期大統領候補に取り沙汰されていた2016年、米ブルームバーグ通信は李の過激な発言を理由に「韓国版トランプ」（" Korea's Trump "）と形容し[89][90]、以後も聯合ニュース、中国国営の新華社など国内外、右派左派論調を問わず、多くのマスメディアがそのように呼んでいる[91][92][93][94][95][96][97][98]。エリック・ウォルシュ駐韓カナダ大使（当時）は、ブルームバーグ通信がイ・ジェミョン市長をトランプ氏に例えたことについて、「トランプよりもオバマ大統領にもっと似ている」と述べた。その理由について「既存の政治家とは異なる背景を持ち、大衆やSNSなどを通じて直接コミュニケーションを取る様子を見ると、オバマに近い」と説明した[99]。
- 自らを「韓国のサンダース」であると称したこともある[100]。「汝矣島（韓国の中央政界）に入ると、国民ではなく政党ばかりを見て動くようになる。米国のトランプやサンダースもアウトサイダーだが、それが国民に一番近い存在だ」と発言し、トランプやサンダースに自らを重ね、国民に寄り添う存在だとアピールした[101]。
- また、支持基盤からはかつての左派系大統領になぞらえ「戦闘型盧武鉉」と評価したり、歯に衣着せぬ既得権批判や爽快な演説、日米をぶった切る姿勢を捉えて「サイダー」と称したりする[102]。他方、敵対する保守派はそのポピュリスト的・強権的姿勢を「韓国のチャベス」「韓国版ドゥテルテ」などと批判的に形容することもある[103][104]。

- 日米と中国の間であいまいな姿勢を取る「国益中心のバランス外交」を掲げている[19]。対中強硬姿勢を採る尹錫悦大統領を批判し、「中国には『謝謝』と言っておけばよい」と発言。この際「中国と台湾の内政がどうなろうが韓国には関係ない」との発言も行ったため、中国で大きく報道された[105]。また、この後の「日本大使にも『謝謝』と言おうとしたが、聞き取れないと思い『カムサハムニダ』と言った」という発言も一部で話題となった[106]。
- 社会保障ではベーシックインカムを持論としている[19]。2022年大統領選挙における党内の候補者選びにあたっても導入を掲げ、具体的には5年の任期内に19～29歳の若者1人当たり年間200万ウォン（約19万円）、それ以外の国民1人当たり年100万ウォン（約9万5000円）[107]まで増額すると主張した。23年に「若者125万ウォン、それ以外の国民25万ウォン」から始めて段階的に増額し、経済活性化のために「地域通貨」で支払う。財源は予算削減や減税の縮小、炭素税、不動産関連税などの導入で捻出するという[108][109]。
- 2021年2月にミャンマーで発生したクーデターに対しては、翌3月にヤン・ナイン・トゥン国民民主連盟（NLD）国際組織委員会韓国支部長と会談し、「ミャンマーは40年前の5月の光州」であるとの認識を示した上で「逆境を勝ち抜いた大韓民国民主主義のように民衆の意志で真の民主体制に回復されることを願う」と公言し、京畿道知事として自身が反軍政の立場であることを明確にした[110]。
- 幼い時は軍事政府の扇動に洗脳され、光州事件もただ暴動程度だと知っていたが、年をとった後自ら勉強しながら事実ではないことを知ることになったと過去自身の歴史認識について反省する姿勢を見せた。
- 2021年11月12日、訪韓中のアメリカ上院議員、ジョン・オソフとソウル市内で会談。過去の歴史に触れ、日韓併合はアメリカが桂・タフト協定を認めたから行われたという持論を主張した[111]。本人はジョン・オソフ議員が韓国の歴史についてかなりよく知っているため、このような暗い歴史も知っておけば、真の韓米友情に役立つだろうという次元で語ったと明らかにした。
- 2021年、北朝鮮に対して「コロナのような存在」とし「滅ぼすことができれば分からないが、滅ぼせないなら戦争より平和の道に行くのが利益だからそうしなければならない」と話した。以前も「自分は北朝鮮３大世襲は嫌悪する。北朝鮮の追従者は精神病者」と特有の直説的な発言をしたことがあるが、メディアの注目を受ける主要政治家となって以降は、発言の重みが異なるためか、以前よりも直説的な話法が減った。結論的に北朝鮮体制は嫌いだが戦争するのではないなら、対立より和解モードに行かなければならないと主張するものと見られる[112]。
- 城南市長在任時の2013年に財政難に陥っていたKリーグサッカークラブの城南一和天馬を世界平和統一家庭連合系企業の一和から買収して市民クラブの城南FCに転換し、初代球団主（オーナー）に就任した。2025年6月4日に大韓民国第21代大統領に就任したが、プロスポーツクラブの球団主を務めた人物が韓国大統領になるのは史上初のことである[113]。
- テレビ番組『同床異夢』に出演した際にゲーム好きと明らかにしたが、若い頃には「ギャラガ」で300万点を超えたことが何度かあると語った。さらに「スタークラフト」も非常に好きで、過去にはオンゲームネット・スパーキーズ（Ongamenet SPARKYZ）チームを応援するため、プロリーグの試合をたびたび観戦しに行ったほどであり、特に最も好きだった選手としてはイ・スンフン選手を挙げている。また、長男の李東鎬（イ・ドンホ）も高麗大学校在学中に高麗―延世戦の「スタークラフト」競技に出場しており、イ・ジェミョン自身も国会議員になった後は、eスポーツ発展のための国会議員連盟設立総会に、朴正石（パク・ジョンソク）、黃熙斗（ファン・ヒドゥ）、イ・チャンソクら元プロゲーマーとともに出席した。その後、2025年5月には自ら「リーグ・オブ・レジェンド」のブリッツクランクというチャンピオンをプレイする姿も披露した[114]。
- また、同番組で「1989年当時、8月に出会った人と必ず結婚しようと決めて、8月だけで5人の女性とのお見合いを設定した。3番目のお見合いで妻に会ったが、嫌ではなかった」と語った。「妻とは1年間ほど交際し、その間は毎日会っていた。最初は自分に障害があることを隠していたが、後で打ち明けたときに、彼女が『それが何だっていうの？』とクールに受け止めてくれて、本当にありがたかった」と、交際当時のエピソードも明かした。
- 第3回共に民主党大統領選挙予備候補者テレビ討論会では、自らのMBTI結果を「ESFJ（領事官型）」と明かした。一方、「2002年に冗談半分で性格診断を受けてみたところ、医師が結果を見て泣いてしまった。『こんな性格でどうして過酷な市民運動ができたのか』と言われた。繊細で内向的な性格だから社会活動には向いていないと言われた」とも説明した。これに対して司会者が「I（内向型）から始まるタイプに見えますね」と言うと、うなずく様子を見せた。30年以上の縁を持つ鄭成湖（チョン・ソンホ）議員はこの日、電話取材に応じ「近くで見ていると、いつも孤独を感じさせる人だった。李氏の本来の性格は内向的で繊細な方だ」と語り、「学生時代には友人もうまく作れず、工場で働くなど孤独な成長過程を過ごしたことと関係があるのではないか」と話した[115]。
- 2017年、週刊誌とのインタビューで「大学時代に衝撃を受けた二つの出来事があるとすれば、1980年の光州民主化運動と趙廷来（チョ・ジョンレ）先生の小説『太白山脈』だった」と語った。また『解放前後史の認識』などの社会科学書や、尹興吉（ユン・フンギル）の『腕章』や『九足の靴で残った男』など、歴史や社会性の強い小説を好んで読んでいたことで知られている[116]。

### 対日姿勢・発言
- 2016年12月、報道各社のインタビューに答えて、日本について「重要な隣国」であるとしつつも、軍事面を捉えて「敵性国家」であり、日本が韓国に対して軍事的な敵性を解消していないという認識を示した[117][118]。また慰安婦問題日韓合意についても「（慰安婦）被害者の意思に反する合意は全面的に見直さなければならない」と見解を示した[119]。2017年にも自らのFacebookに「日本は敵性国家だ。軍事大国化した場合、最初の攻撃対象となるのは朝鮮半島だ」と投稿し注目を集めた[101]。
- 2018年3月1日、城南市役所で行われた第99回三・一運動記念日の式典において、「日本は植民地時代の間に私たちの民族の固有の文化を抹殺し、経済侵奪で過酷な試練を抱かせ、数多くの愛国志士を圧殺する蛮行を犯した」「それにもかかわらず日本はまだ過ちを認めていない。むしろ独島領有権を主張する妄言を日常行って、慰安婦被害おばあさんたちに一言の謝罪もしていない」と日本を糾弾し、「反省なしに容赦はない。未来に進むためには過去の過ちと責任のクリーンアップ作業が必ずなければならない」と日本政府に対して新たな措置を求めた。また「侵略国家がその対価として分割占領されることが歴史の法則だったが、残念ながら日本は分割されておらず～」として、朝鮮半島ではなく日本こそ国家が分断されるべきだったとの考えを示した[120]。
- 2019年7月、日本が半導体製造材料の輸出条件の見直しを打ち出した際には、1等賞金500万ウォンを懸けて半導体材料装備国産化アイディアについて公募を行った。この政策について右派政党・自由韓国党（当時）から「頭に思い浮かんだことを何も考えずにやる」、「ノーベル賞も公募を通じて挑戦してみてはどうか」などの批判も受けている[121]。
- 2020年10月2日、菅義偉が日本の首相に就任したことに対する失望感をフェイスブックで表明。徴用工訴訟問題に関して日本が求める「徴用判決に対する政治介入」を否定した。また、慰安婦問題も「真の和解のための謝罪とは、被害者が許し、もう十分だと言うまで心からするもの」と発言している[122]。
- 2020年11月2日、日本の東京新聞のインタビューに対し「私が日本に対して敵対的だとの見方があるが、それは違う。韓日は密接な関係にあり、互いに無視できない」として日本への敵対姿勢を否定した。一方、徴用工問題に触れ「人がつくった問題だから解決の道はあるはずだ」としつつも「ただ、韓国には三権分立の原則がある」として司法への政治介入はできないと強調した[123]。
- 2021年3月1日の三一節に際しては「親日派をあぶり出して日帝残滓を清算する」ことを宣言。「大韓民国は解放後も既得権を維持していた親日勢力の反発で、親日残滓清算の機会を失ってしまった」「その影響はいまもあり、忘れそうになると毒キノコのようによみがえる。親日残滓の妄言などもあり、彼らをまともに清算できなかった」などとこれまでの親日追及の不徹底さを厳しく糾弾した上で、具体的には「今年を京畿道の『親日清算元年』とし、歴史を正しく立て直す」「親日人士257人の行跡を知らせる親日記念案内板の設置、日帝が強制改称した地名の調査、親日残滓アーカイブの構築」「既得権のため共同体を見捨てた勢力が再び権勢を奮うことのないよう努力する。韓国で親日派が再び活動しないようにする」といった計画も披瀝した[124]。また、同月末には日本の高校の教科書に竹島が日本固有の領土であるとの主旨の記載がなされたことについて、フェイスブックで「日本がなぜ絶え間ない衰退を続けているのか彼ら自身で振り返らなければならない。日本政府が過去を否定し歴史を歪曲して自ら孤立を招いた場合、失われた10年が失われた30年になったのように、21世紀の遠くない時点で日本は後進国に転落するだろう」とも糾弾した[125]。
- 2021年5月、日本政府が福島第一原子力発電所のトリチウムが含有する処理水を海洋放出する方針を固めた件について、中国の広東省、ベトナムのホーチミン市、ロシアの沿海州、米国のワシントン州・ハワイ州・カリフォルニア州、オーストラリアのクイーンズランド州などの太平洋沿岸12か国の25の地方政府に電子メールなどで書簡を送り、日本政府の処理水の海洋放出に共同対処することを求めた。李はこの書簡の中で日本政府の方針について「人類と自然に対する重大な犯罪で（中略）全地球的な海洋環境安全に深刻な脅威」と非難した。また経済産業大臣の梶山弘志と福島県知事の内堀雅雄にも書簡を送り、「国際社会の懸念や怒りにもかかわらず福島汚染水放流計画に最後までこだわるなら、その責任は全面的に日本が負わなければならないだろう」との言葉を用いて、処理水放出の方針を撤回するよう求めた[126]。
- 2021年6月、東京オリンピックの公式ホームページに竹島が日本領として表記されていることに触れ、オリンピックの「ボイコット（ｂｏｙｃｏｔｔ）を検討する時」と主張した[127]。
- 2021年7月2日に行われた記者会見で朝鮮半島ではなく侵略国家である日本が分断されるべきであったとの以前からの持論を繰り返した上で、「許しは被害者がするもので、加害者がするものではない」と述べた[128]。また、同月には、日本は大陸進出の夢を持っており、日本が竹島（韓国名・独島）の領有権を主張するのは大陸進出を軍事的に行う際のトリップワイヤ（仕掛け線）にする意図があるためであるから、軍事的に日本への警戒を怠るべきではないとした[129]。
- 2021年11月25日、韓国で開かれた「外信記者クラブ招待討論会」で「私は礼儀正しい日本人を愛する」、「しかし明らかに日本には軍国主義時代を懐かしむ勢力も一部ある。私はそれを警戒する」と述べた[130]。
- 2023年7月28日、岸田文雄首相に福島第一原子力発電所事故処理に係る「汚染水」の放出を見送ってほしいと促す書簡を送った[131]。なお、韓国政府は同月12日、処理水に含まれる放射性物質トリチウムの年間放出量は、日本より韓国の方が多いことを示す資料を公表している[132]。
- 2023年8月23日、共に民主党の最高委会議において、処理水の海洋放出を「第2の太平洋戦争と記録される」「核テロ」だとした[133]。
- 2025年7月30日、韓国を訪問した日本の菅元首相と会談。「私たちは同じ庭を使う隣人のような存在のため、互いに役立つ良い関係に、未来志向に発展することを心から望んでいる」と強調した[134]。

## 選挙歴
| 当落 | 選挙               | 執行日        | 年齢 | 選挙区               | 政党           | 得票数       | 得票率 | 定数 | 得票順位 /候補者数 | 政党内比例順位 /政党当選者数 |
| ---- | ------------------ | ------------- | ---- | -------------------- | -------------- | ------------ | ------ | ---- | ------------------ | ---------------------------- |
| 落   | 城南市長選挙       | 2006年5月31日 | 42   |                      | 開かれたウリ党 | 7万8059票    | 23.75% | 1    | 2/4                | /                            |
| 落   | 第18代総選挙       | 2008年4月9日  | 44   | 城南市盆唐区甲選挙区 | 統合民主党     | 2万3822票    | 33.23% | 1    | 2/3                | /                            |
| 当   | 城南市長選挙       | 2010年6月2日  | 46   |                      | 民主党         | 20万1047票   | 51.16% | 1    | 1/3                | /                            |
| 当   | 城南市長選挙       | 2014年6月4日  | 50   |                      | 新政治民主連合 | 23万9685票   | 55.05% | 1    | 1/3                | /                            |
| 当   | 京畿道知事選挙     | 2018年6月13日 | 54   |                      | 共に民主党     | 337万621票   | 56.40% | 1    | 1/5                | /                            |
| 落   | 第20代大統領選挙   | 2022年3月9日  | 58   |                      | 共に民主党     | 1614万7738票 | 47.83% | 1    | 2/12               | /                            |
| 当   | 国会議員再補欠選挙 | 2022年6月1日  | 58   | 桂陽区乙選挙区       | 共に民主党     | 4万4289票    | 55.24% | 1    | 1/2                | /                            |
| 当   | 第22代総選挙       | 2024年4月10日 | 60   | 桂陽区乙選挙区       | 共に民主党     | 4万8365票    | 54.12% | 1    | 1/3                | /                            |
| 当   | 第21代大統領選挙   | 2025年6月3日  | 61   |                      | 共に民主党     | 1728万7513票 | 49.42% | 1    | 1/5                | /                            |

## 著書
- 《고난을 통해 희망을 만들다》[苦難を通して希望をつくる], 청동거울(2010) ISBN 9788957491287
- 《오직 민주주의, 꼬리를 잡고 몸통을 흔들다》[ただ民主主義を――尾をつかみ胴を揺るがす], 리북(2014) ISBN 9788997496211
- 《이재명, 대한민국 혁명하라》[李在明、大韓民国を革命せよ], 메디치미디어(2017) ISBN 9791157060771
- 《이재명은 합니다》[李在明はやり遂げる], 위즈덤하우스(2017) ISBN 9788960863255
- 《함께 가는 길은 외롭지 않습니다》[共に行く道は寂しくない], 위즈덤하우스(2022) ISBN 9791168123281
- 《결국 국민이 합니다》[結局、国民がやり遂げる], 오마이북(2025) ISBN 9788997780624

### 共著
- 《이재명의 굽은 팔 (굽은 세상을 펴는 이재명의 삶과 공부)》[李在明の曲がった腕 (歪んだ世の中を正すイ・ジェミョンの人生と学び)], 김영사(2017) ISBN 9788934977193
  - 金重明 訳『李在明の曲がった腕』新幹社 、2022年 ISBN 978-4-88400-147-6
- 《대통령의 7시간 추적자들》[大統領の7時間 追跡者たち], 북콤마(2017) ISBN 9791187572022
- 《이재명의 나의 소년공 다이어리》[李在明の「私の少年工日記」], 팬텀북스(2021) ISBN 9791161691749
- 《그 꿈이 있어 여기까지 왔다》[その夢があってここまで来た], 아시아(2022) ISBN 9791156625889
  - 波佐場清 訳『李在明自伝 わたしが目指す韓国』東方出版 、2025年 ISBN 978-4-86249-465-8

## 不正容疑・疑惑
2022年の大統領選挙で「共に民主党」の公認候補に選出されたが、予備選の段階から私生活の醜聞や複数の疑惑の追及を受け、過去の疑惑も取り沙汰された。2025年1月時点でも背任、外為法違反など7事件11容疑で起訴され、すでに有罪判決が出ているものもある。関わった疑獄事件では周辺から短期間に少なくとも5人の自殺者や変死者が出ており、韓国の政界関係者が「政争が激しい韓国でも極めて異例のことで、薄気味悪い」と話す事態となっている。
2025年5月時点で行われている5件の裁判は全て第21代大統領選挙後に判決が確定する見通しとなっており、李氏が大統領選で当選した場合、大統領の「不訴追特権」を規定した大韓民国憲法第84条をめぐる論争が過熱するとの指摘が出ている。2025年7月時点で、これら5件の裁判は李氏の大統領就任に伴い全て無期限延期となっている。このうち2件の裁判は憲法第84条を延期の理由に挙げている。

### 京畿道城南市長時代の疑惑
京畿道（キョンギド）城南（ソンナム）市の市長在任中（2010年4月-2018年3月）の都市開発事業に絡む不正疑惑。大庄洞（テジャンドン）、慰礼（ウィレ）新都市、柏峴洞（ペクヒョンドン）の開発に絡む不正、城南FCに対する違法後援金などで起訴され、これらの各事件は併合されて公判が進められている。特定の民間業者に城南市や城南都市開発公社の内部情報を流して便宜を図った見返りに収益の一部を受け取り、都市開発公社に損害を与えた疑いがもたれている。側近とされる人物が背任などの容疑で逮捕されているが本人は不正への関与を否定。しかしソウル中央地検は2023年3月22日に背任や収賄などの罪で在宅起訴した。在宅起訴されてから2年近くにわたり裁判が続いているが、ソウル中央地裁は2025年5月7日、同月13日と27日に予定していた裁判を第21代大統領選挙後の6月24日に延期すると発表した。李氏側は大統領選の選挙運動期間である事を理由に挙げて延期するよう求めていたが、地裁側がこれを受け入れたものとみられる。同年6月10日、ソウル中央地裁は6月24日に予定していた裁判を憲法第84条に基づき無期限延期すると発表した。

#### 大庄洞都市開発不正
大庄洞の都市開発事業で、民間の事業者「火天大有」に有利となる取引を承認し、2014年8月から今年1月までに都市開発公社に4895億ウォン（約510億円）の損害を与えた疑い、および側近を介して城南市や都市開発公社の情報を流すことで民間事業者に7886億ウォン（約820億円）の利益を得させ、その見返りに428億ウォン（約45億円）を受け取ると約束した疑い。

#### 慰礼新都市開発不正
慰礼の新都市開発事業で、2013年11月に業者に内部情報を流して211億ウォンの利益を不正に与えた疑い。

#### 柏峴洞開発不正
柏峴洞でのマンション開発事業を許認可し、民間事業者「アジアデベロッパー」を優遇し、利益を集中させた許認可不正の疑い。

#### 城南FC違法後援支援金事件
城南市長時代、地元のサッカークラブ城南FCのオーナーを務めていた2014年10月から2016年9月にかけて、企業に後援金を出させた見返りに、企業側に建築の許認可や土地の用途変更などの便宜を供与した疑い。検察当局は2023年3月22日、背任や収賄などの罪で在宅起訴した。

### 公職選挙法違反（虚偽事実の公表）
2018年の京畿道知事選に立候補した際、城南市長だった2012年に職権を乱用して兄を精神科病院に強制入院させたとの疑惑が浮上したが、知事選のテレビ討論会でその事実を否定した。また、2002年に起こした「検事詐称」事件で刑事罰を受けた事実についても、「濡れ衣を着せられた」と主張した。これらについて、虚偽の発言をしたとして検察が起訴に踏み切った。2審で有罪判決を受けて失職の危機を迎えたが、判決は最高裁で覆された。無罪意見を出した当時の最高裁判事が、退任後、大庄洞疑惑に絡む企業の顧問になっていたことが判明しており、この元判事に何らかの利益供与があったとの疑いが出ている。
「共に民主党」の大統領選候補だった2021年当時、城南市長だったときの都市開発に関連の手続きについて「国土交通省に脅迫されて実施した」と国会で主張。虚偽の発言をしたとして公職選挙法違反の罪で在宅起訴された。2024年11月15日、ソウル中央地方法院（地方裁判所）は懲役1年、執行猶予2年の有罪判決を言い渡した。2025年3月26日、ソウル高等法院（高等裁判所）は一審判決を破棄し、無罪を言い渡した。2025年5月1日大法院（最高裁判所）は、二審判決を破棄して有罪と認定した上で、審理をソウル高等法院（高等裁判所）に差し戻した（裁判官12人の内10人の多数意見）。2025年5月2日ソウル高等法院は、大法院からの差し戻しを受けて、差し戻し控訴審第１回公判を2025年5月15日に指定したと明らかにした。しかし李側が公判期日の延期を要請し、5月7日、ソウル高等法院は大統領選後の6月18日に延期すると発表した。理由について「大統領候補である被告人に均等な選挙運動の機会を保障し、裁判の公正性を巡る議論をなくすため」だと説明した。これにより、6月3日投開票の大統領選前に李の有罪が確定し、出馬資格を失う可能性はなくなった。大統領選で李が当選し、6月9日にソウル高等法院は公判期日の延期を発表した。理由について、内乱と外患の罪を除き大統領は在任中、刑事訴追されないと定めた憲法84条に基づく措置だと説明。次回期日を指定しない事実上の無期限延期となった。

### 偽証教唆疑惑
公職選挙法違反（虚偽事実公表）に関連する2019年の裁判で、証人に嘘の証言をさせた容疑。検察は偽証を要請したという内容が入った録音ファイルを確保した。しかし、2024年11月に1審は無罪を宣告した。検察は一審判決を不服とし控訴したがソウル高裁は2025年5月12日、同月20日に開く予定だった二審の初公判を大統領選後に延期すると明らかにした。ソウル高裁は「被告人（李在明）が大統領候補に登録した為」と理由を説明した上で、初公判の新たな日程については未定とした。

### 対北朝鮮違法送金疑惑
京畿道知事時代の2019年から2020年にかけて、当時副知事だった李華泳（イ・ファヨン）と共謀し、自身の訪朝費用や北朝鮮への農業支援事業費の名目で、計800万ドル（約12億6千万円）を韓国の大手下着メーカー・サンバンウルグループに肩代わりさせて、北朝鮮に支払わせた容疑。検察は2022年の大統領選挙に向けて自身の政治的実績をつくるため、あるいは北朝鮮と親密な関係を構築して利用するために、見返りとして北朝鮮に巨額の資金を渡したとみて、2024年6月に背任や外国為替取引法違反などの容疑で起訴した。2025年7月22日、水原(スウォン)地裁は「被告人（李在明）は現在大統領として在職中であり、国家元首として国を代表する地位にある」として裁判を無期限延期とする措置を取った。

## 醜聞・不祥事

### 前科
イ・ジェミョンには検事を詐称した公務員資格詐称（2003年、罰金150万ウォン）、飲酒運転による道路交通法違反（2004年、罰金150万ウォン）、特殊公務執行妨害（2004年、罰金500万ウォン）、公職選挙法違反（2010年、罰金50万ウォン）の4つの前科記録がある。

### スキャンダル
たびたび自身のスキャンダルや他者への暴言、家族の疑惑などで炎上しているが国民の人気は高い。
| 事例                                 | 内容 |
| ------------------------------------ | --- |
| 検事詐称                             | 2002年にKBSのディレクター、チェ・チョルホと共謀して検事を詐称して取材し、公務員資格詐称で起訴された。2018年に京畿道知事選に出馬した際には「ディレクターが詐称した。そばにいて濡れ衣を着せられた」と話し、これが虚偽の発言に当たるとして起訴された。また裁判の過程で元城南市長の秘書に偽証を要求した事実も判明し起訴された。 |
| 実兄を精神科病院に強制入院させた疑惑 | 城南市長として在任中の2012年、職権を乱用して実兄（故人）を精神病院に強制入院させることを指示した疑惑。この事について2018年に記者団に対し「兄の強制入院は兄の妻によるもの」と疑惑を否定。これが公選法上の「虚偽事実の公布」に当たると認定されて起訴された。 |
| 兄嫁への暴言                         | 2012年に実兄の強制入院を巡り、電話で口論となった兄嫁に浴びせた暴言の録音ファイルがネットに流出し、事実と認めて謝罪。 |
| 女優との不倫                         | 2014年に女優キム・ブソンが不倫関係にあったと主張し、慰謝料などを請求。2021年の大統領選挙予備選で他候補から「道徳性」に欠けると問題視された。 |
| 飲酒運転                             | 2014年の第6回全国同時地方選挙に出馬した際に前科記録が公開された。 |
| 甥の弁護                             | 2021年、過去に元交際相手をつけ回した挙句、その母親と共にナイフで数十回刺して殺害した甥を弁護したことを認めたが、弁護に際して心身耗弱による減刑を主張したことや事件を「デート暴力」と弁明して矮小化を図ったことが道徳的な問題として激しく批判された。 |
| 長男の違法賭博などの容疑             | 2022年に京畿南部警察庁サイバー捜査課は海外の賭博サイトでの常習賭博、情報通信網利用促進および情報保護などに関する法律違反（わいせつな文言の展示）などの容疑で長男を水原地検に送検した。所属政党の「共に民主党」は「野党の陰謀情報だ」と反発したが、本人は逃げ切れないと判断したのか息子とともに早々に謝罪した。 |
| 妻の公務用クレジットカード流用容疑   | 妻のキム・ヘギョンが、夫が京畿道知事を務めた2018年7月から2021年10月にかけ、公用車を私的に使用したほか、公務用カードを使って飲食費を支払うなどしたとされる容疑。 |
| 妻の「ヘギョン宮キム氏」疑惑         | 妻のキム・ヘギョンが、2016年から2018年にかけて「ヘギョン宮キム氏」というツイッターアカウントで夫の党内でのライバル文在寅大統領（当時）への中傷や知事選での対立候補に関する虚偽の事実を書き込んだとして、公職選挙法違反や名誉毀損などの容疑で警察に書類送検された。しかし、2022年に検察が証拠不十分として不起訴処分とした。 |
| 組織暴力団への関与疑惑               | 大統領選挙を控えた2021年10月、「イ・ジェミョンは城南市長として在職中だった2015年に国際マフィアの構成員から札束を受け取った」と弁護士から問題提起された。しかし、逆に弁護士と彼に情報や写真を提供した構成員が虚偽事実の公表容疑で逮捕された。弁護士は「情報提供を事実と信じたと陳述しており、その陳述を排除するほどの証拠が不足している」として不起訴となったものの、構成員は「その主張に虚偽性があると判断した」として起訴された。      |
| 学位論文の盗作疑惑                   | 学位論文が盗作であると指摘されたが、「その学位は必要ないので返上を申し入れている」と言ってうやむやにした。 |
| 大法官との裁判取り引き疑惑           | 権純一（クォン・スンイル）元大法官（日本の最高裁判所裁判官に相当）が在職中の2020年7月、李の京畿道知事時代の選挙法違反事件で無罪の趣旨の意見を表明し、有罪判決の破棄と審理差し戻しを主導したとされる疑惑。クォン元大法官は裁判の結果が出てから約4ヶ月後の2020年11月に退官。その直後に「大庄洞事件」に関与した疑惑のある民間業者「火天大有（ファチョンデユ）資産管理」の顧問として迎えられ、月1500万ウォン（約140万円）を受け取っていた。 |

### 周辺で起きた不審死
李の周辺では2021年12月以降、彼の一連の疑惑に関与した疑いで検察の捜査を受けた側近や、疑惑を捜査機関に通報した市民団体の代表らが相次いで遺体で発見されたが、警察は自殺や病死と判断して捜査を打ち切っている。
| 人物                                  | 時期           | 内容 |
| ------------------------------------- | -------------- | --- |
| 城南都市開発公社の元開発事業本部長    | 2021年12月     | 「大庄洞事件」で検察の捜査を受けている最中に自殺。 |
| 城南都市開発公社の元開発事業第1処長。 | 2021年12月     | 「大庄洞事件」で検察の捜査を受けている最中に自殺。 |
| 市民団体の代表                        | 2022年1月      | 企業が李の弁護士費用を肩代わりしたとの疑惑を提起した「弁護士費代納疑惑」の情報提供者。ソウル市内の宿泊施設で死亡しているのが発見されたが、死因は病死と発表された。 |
| 京畿道総務課の秘書官                  | 2022年7月      | 李の妻キム・ヘギョンを補佐する役割を果たしていた。彼女が京畿道の公務用クレジットカードを私的流用した疑惑に関連して警察の捜査を受けていたが自殺した。 |
| 城南市長や京畿道知事時代の秘書室長    | 2023年3月9日   | 市長・知事時代の李の最側近だった。その後、京畿住宅都市公社の本部長となり、同公社の社長が辞任してからは社長代行を務めていた。辞任した社長は李の大統領選挙運動を支援したとの疑惑で警察の捜査を受けていたが、自身は受けていなかったという。自宅で死亡しているのが見つかった。 |
| 資産管理会社・火天大有の大株主        | 2022年12月14日 | 「大庄洞事件」で疑惑の鍵を握るとみられている人物。起訴され裁判を受けていた。拘束期限の満了に伴い釈放された後、自殺を図ったが未遂に終わった。 |

## 語録

### 第21代大統領就任式での演説
尊敬し、愛する国民の皆さん、皆様が選択してくださった大韓民国第21代大統領イ・ジェミョンよりご挨拶を申し上げます。 限りない重い責任感と限りない熱い感謝の気持ちでこの場に立ちました。 5200万の国民が送ってくださった5200万の熱望と願いを抱いて、今日から私は大韓民国の第21代大統領として、真の民主共和国、大韓民国に向けた第一歩を踏み出します。 未来が私たちに向かって手招きしています。 崖っぷちに追い込まれた民生を蘇らせ、成長を回復し、皆が幸せな明日を作っていく時間です。 政争の手段に転落した安保と平和、無関心と無能、無責任に崩れた民生と経済、装甲車と自動小銃に破壊された民主主義を再び立て直す時間です。 私たちを引き裂いた嫌悪と対決の上に共存と和解、連帯の橋をかけ、夢と希望があふれる国民幸福の時代を大きく切り開く時間です。 韓江（ハン・ガン）作家が言った通り、過去が現在を助け、死者が生者を救いました。 これからは私たちが、未来の過去になって明日の子孫たちを救う番です。 国民の前で約束します。 深く大きな傷の上に希望を花咲かせろという厳しい命令と、まったく新しい国を作れというその切実な願いにお答えします。 今回の大統領選挙で誰を支持したとしても、大きく統合しろという大統領のもう一つの意味によって、すべての国民をひっくるめて仕える「みんなの大統領」になります。 大韓民国は今日も新しい歴史を書いています。 植民地から解放された国の中で唯一産業化と民主化に成功した国、世界10位の経済力に世界5位の強大な軍事力を誇り、K-カルチャーで世界文化を先導する国。 この誇らしい東方の一国が今や、素手の応援棒で最高権力者の軍事クーデターを鎮圧する民主主義世界史の新しい幕を開けています。 大韓民国のこの偉大な旅路を、韓国国民のこの偉大な力量を世界中の人々が驚異の目で見守っています。 五色の光の革命、K-民主主義は危機に瀕した民主主義の新しい活路を求める世界の人々に明確な模範となりました。 愛する国民の皆さん、私たちは今、大転換の分岐点に立っています。 古い秩序が退潮し、新しい秩序、文明史的大転換が進行中です。 今まで経験したことのない超科学技術新文明時代、まばたきする間に新しいページがめくられる人工知能の無限競争時代が開かれました。 気候危機が人類を脅かし、産業の大転換を迫ります。 保護主義の拡大とサプライチェーンの再編など、急激な国際秩序の変化は、私たちの生存を脅かします。 変化に遅れを取って引きずられるのではなく、変化を主導して先に進めば、無限の機会を享受することができます。 しかし残念なことに、この重大な時期に私たちは民生、経済、外交、安保、民主主義のすべての領域でもつれた糸のように積み重なった複合危機に直面しました。 大韓民国の現在と未来が同時に脅かされています。 疲れた国民の暮らしを救い、民主主義と平和を回復すること、成長を回復して崩れた国格を正すことには、想像すらできない汗と涙、忍耐が必要でしょう。 しかし、日陰の塀の下でも必ず太陽を求めて咲く6月のバラのように、韓国国民は混沌と絶望の中でも進むべき方向を探しました。 主権者・国民の意思を針路にして、険しい山を越え、茨の茂みを乗り越えてでも前進します。 民生回復と経済の立て直しから始めます。 不況と一戦を戦う覚悟で非常経済対応TFを直ちに稼動します。 国の財政を呼び水にし、経済の好循環をよみがえらせます。 これから発足する民主党政権のイ・ジェミョン政府は、正義のある統合政府、柔軟な実用政府となるでしょう。 統合は有能な指標であり、分裂は無能の結果です。 国民の暮らしを変える実力も意志もない政治勢力だけが、権力維持のために国民を二分し、嫌悪を植え付けます。 分裂の政治を終えた大統領になります。 国民統合を動力として危機を克服します。 民生、経済、安保、平和、民主主義など内乱で崩れ、失われたものを回復し、持続的に成長・発展する社会を作ります。 国民が任せた銃刀で国民主権を奪う内乱は、もう二度と再発してはいけません。 徹底した真相究明で責任を問い、再発防止策をしっかりと講じます。 共存と統合の価値の上にコミュニケーションと対話を復元し、譲歩して妥協する政治を蘇らせます。 古い理念はもう歴史の博物館に送りましょう。 これから進歩の問題はありません。 これから報酬の問題もありません。 ただ国民の問題、大韓民国の問題があるだけです。 朴正熙（パク・チョンヒ）の政策も、金大中（キム・デジュン）の政策も、必要で有用であれば区別なく使います。 イ・ジェミョン政府は、実用的な市場主義政府になります。 統制・管理する政府ではなく、支援・激励する政府になります。 創造的で能動的な企業活動を保障するために、規制はネガティブ中心に変更します。 企業家が自由に起業し、成長し、世界市場で競争できるよう、しっかり支えていきます。 国民の生命と安全、労働者の正当な権利を脅かし、不当に弱者を抑圧し、株価操作のような不公正取引で市場秩序を脅かすなど、規則を破って利益を得て規則を守って被害を受けることは決して許しません。 すべての国民の基本的な生活条件が保障される国、厚い社会安全のマットで危険な挑戦が可能な国であってこそ、革新も新しい成長も可能です。 個人も国も成長してこそ分けられます。 国益中心の実用外交を通じて、グローバル経済・安保環境の大転換の危機を国益最大化の機会にしていきます。 堅固な韓米同盟を土台に韓米日協力を固め、周辺国の関係も国益と実用の観点からアプローチします。 外交の地平を広げ、国際的地位を高め、大韓民国の経済領土を拡大していきます 尊敬する国民の皆様、偉大な光の革命は内乱の終焉を越えて輝く新しい国を建てるよう命じます。 希望の新しい国のための国民の命令を峻厳に受け止めます。 第一に、名実共に「国民が主人である国」を作ります。 大韓民国は民主共和国であり、主権は大韓民国国民にあります。 いつでもどこでも国民と疎通し、国民の主権意志が日常的に国政に反映される真の民主共和国を作ります。 光の広場に集まった社会大改革の課題を、揺らぐことなく推進していきます。 第二に、再び力強く成長・発展する国を作ります。 機会と資源の不平等が深刻化し、格差と両極化が成長を妨げる悪循環が続いています。 低成長で機会が減ると、共に生きる競争の代わりに君が死んでこそ私が生きる戦争だけが残りました。 極限競争に追い込まれた青年たちが男女を分けて戦う状況になりました。 競争脱落が死である不平等な社会が分裂政治に出会い、社会の存続を脅かす極端主義を生み出しました。 新しい成長エンジンを作り、成長の機会と結果を分かち合う公正成長が、より良い世界の扉を開くでしょう。 貧しくても田畑を売って子供たちを勉強させた親世代の努力が今の大韓民国を作ったように、政府が乗り出してこれからの未来を準備し支援し投資します。 AI、半導体など先端技術産業に対する大々的な投資と支援で未来を主導する産業強国に跳躍します。 気候危機対応という世界的な流れに沿って、再生可能エネルギー中心社会に早く転換します。 エネルギー輸入代替、RE100対応など企業競争力強化に加え、きめ細かいエネルギー高速道路建設で全国どこでも再生可能エネルギーを生産できるようにし、消滅危機地方を蘇らせます。 第三に、みんなで豊かに暮らす国を作ります。 資源が不足していた大韓民国は、特定の地域、企業、階層に集中して投資する不均衡な発展戦略で、世界10位の経済大国に圧縮成長しました。 しかし、今は不均衡成長戦略が限界を示し、不平等による両極化が成長を妨げるようになりました。 持続的な成長のためには、成長発展戦略を大転換しなければなりません。 均衡発展、公正成長戦略、公正社会に進まなければなりません。 首都圏の集中から脱し、国土均衡発展を目指し、大・中・小・ベンチャー企業とスタートアップが有機的に協力する産業生態系を作り、特権的地位と特恵がなくなった公正社会に転換しなければなりません。 成長の機会と果実を均等に分けることが持続成長の道です。 成長と分配は矛盾関係ではなく補完関係であるように、企業発展と労働尊重はいくらでも両立できます。 第四に、文化が花咲く国を作ります。 「ただ限りなく欲しいのは高い文化の力だ。」白凡金九（キム・グ）先生の夢が今現実になりつつあります。 K-ポップからK-ドラマ、K-ムービー、K-ビューティーにK-フードまで、韓国文化が世界を魅了しています。 文化がすなわち経済であり、文化が国際競争力です。 韓国文化の国際的な熱風を文化産業の発展と良い働き口に連結させなければなりません。 大韓民国の文化産業をさらに大きく育てます。 積極的な文化芸術支援でコンテンツの世界標準を書き換える文化強国、グローバルソフトパワーの5大強国に跳躍します。 第五に、安全で平和な国を作ります。 安全と平和は国民幸福の大前提です。 安全がご飯で、平和が経済です。 セウォル号、梨泰院惨事、五松地下車道惨事など社会的惨事の真相を明確に究明し、国民の生命と財産が脅かされない安全社会を建設します。 分断と戦争の傷を癒し、平和繁栄の未来を設計します。 どんなに高価な平和でも、戦争よりも優れています。 戦って勝つより、戦わずに勝ったほうがいいし、戦う必要のない平和が一番確実な安全保障です。 北韓のGDPの2倍に達する国防費と世界第5位の軍事力に、韓米軍事同盟に基づいた強力な抑止力で北韓の核や軍事挑発に備えるものの、北韓とのコミュニケーションの窓口を開き、対話協力を通じて韓半島の平和を構築します。 不法戒厳令で失墜した軍の名誉と国民の軍に対する信頼を回復し、二度と軍が政治に動員されるその不幸を経験しないようにします。 愛し、尊敬する国民の皆さん、生死を行き来する多くの峠にもかかわらず、ただ国民に対する信頼を握り、国民が導いてくださった道に沿ってここまで来ました。 国民から与えられた使命に従い、希望を取り戻します。 韓国国民は一つの時に強く、国民が団結すればどんな逆境でも乗り越えました。 日帝の暴圧に3・1運動で対抗して大韓民国臨時政府を樹立し、分断の痛みと戦争の廃墟の上で世界が驚く産業化を成し遂げました。 厳しい独裁に対抗して民主主義を勝ち取り、世界史にない2度の美しい無血革命で国民主権を取り戻しました。 韓国国民のこの偉大な力量なら、克服できない危機はありません。 高い文化の力で世界をリードする国、進んだ技術力で変化を主導する国、模範的民主主義で世界の手本となる大韓民国。 大韓民国がすれば、世界の標準になるでしょう。 尊敬する国民の皆さん。 回復も成長も結局はこの地の主である国民の幸せのためのものです。 すべての国家力量が国民のために完全に使われる真の民主共和国を作りましょう。 小さな違いを乗り越え、お互いを認め合い、尊重し合い、国民が主人である国、国民が幸せな国、本当の大韓民国に向かって共に歩んでいきましょう。 国家権力を動員した内乱に抵抗し、美しい光で希望の世界を切り開いていく国民の皆様が、この歴史的大長征の主役です。 大韓民国主権者の忠実な働き手として、5200万の国民の暮らしと国家の未来を委託された代理人として、第21代大統領に与えられた責任を忠実に履行します。 ありがとうございます。